# Dercy
Dercy es una comuna francesa, situada en el departamento de Aisne, de la región de Alta Francia.

## Demografía
La evolución del número de habitantes se conoce a través de los censos de población realizados en la comuna desde 1793. Desde 2006, el INSEE publica anualmente las poblaciones legales de las comunas. El censo se basa ahora en una recopilación anual de información, cubriendo sucesivamente todos los territorios municipales durante un período de cinco años. Para los municipios con menos de 10,000 habitantes, se realiza una encuesta censal de toda la población cada cinco años, las poblaciones legales de los años intermedios se estiman por interpolación o extrapolación. Para el municipio, en 2004 se realizó el primer censo integral en el marco del nuevo sistema.
| 468 | 412 | 386 | 381 | 361 | 399 | 368 | 389 |
| Para los censos de 1962 a 1999 la población legal corresponde a la población sin duplicidades (Fuente: INSEE [Consultar]) |     |     |     |     |     |     |     |